# 下堂那遗址
下堂那遗址，位于中国青海省贵德县河西乡贺尔加村，为青海省市县级文物保护单位，公布日期为1987年8月6日，类型为古遗址。
下堂那遗址的历史年代为新石器时代。